# Obwód Praga Armii Krajowej
Obwód VI Praga, kryptonimy: „Szóstka”, „6” (w ramach SZP),”46” (w ramach ZWZ/AK), „XXVI” (od 15 czerwca 1944), „VI” (od 9 sierpnia 1944) − jednostka terytorialna okręgu warszawskiego Armii Krajowej działająca w okresie okupacji niemieckiej w Polsce.

## Okres konspiracji
W listopadzie 1939 powstał 6. praski obwód  ZWZ, którego komendantem został ppłk Konrad Szramka Gliszczyński ps. „Zawisza”.
W 1941 obwód został podzielony na rejony szkoleniowe, taktyczne i organizacyjne. Utworzono 5 rejonów, a w każdym z nich sztaby i służby.
- I rejon: Nowe Bródno – Pelcowizna – dowódca kpt. Zygmunt Pawlik ps. „Antoni”.
- II rejon: Bródno – Targówek – Targówek Fabryczny – dowódca kpt. Kazimierz Lichodziejowski ps. „Tara”.
- III rejon: Grochów – Saska Kępa – dowódca rtm. Tadeusz Schollenderger ps. „Rakowski”.
- IV rejon: Michałów – dowódca mjr. Henryk Bełdycki ps. „Stefan”.
- V rejon: Praga Centralna – dowódca kpt. Zygmunt Bobrowski ps. „Ludwik”.

Od 24 lipca 1944 na Pragę zaczęły napływać liczne jednostki zmotoryzowanej piechoty niemieckiej, artylerii i czołgów. 1 sierpnia o godz. 7.30 komendant obwodu otrzymał rozkaz rozpoczęcia działań zbrojnych o godz. 17.00. Szczególny nacisk położono w nim na „zakorkowanie mostów”. W związku ze spóźnionym otrzymaniem rozkazu, który zgodnie z założeniami miał być przekazany dowódcy obwodu 24 godziny przed rozpoczęciem walk,szwankowała mobilizacja sił i środków obwodu. W związku ze znaczną koncentracją regularnych sił niemieckich na Pradze oraz ujawnionym w czasie poprzedniego pogotowia fatalnym stanem uzbrojenia konspiratorów część oficerów i żołnierzy obwodu kwestionowała sens podjęcia walki na Pradze.

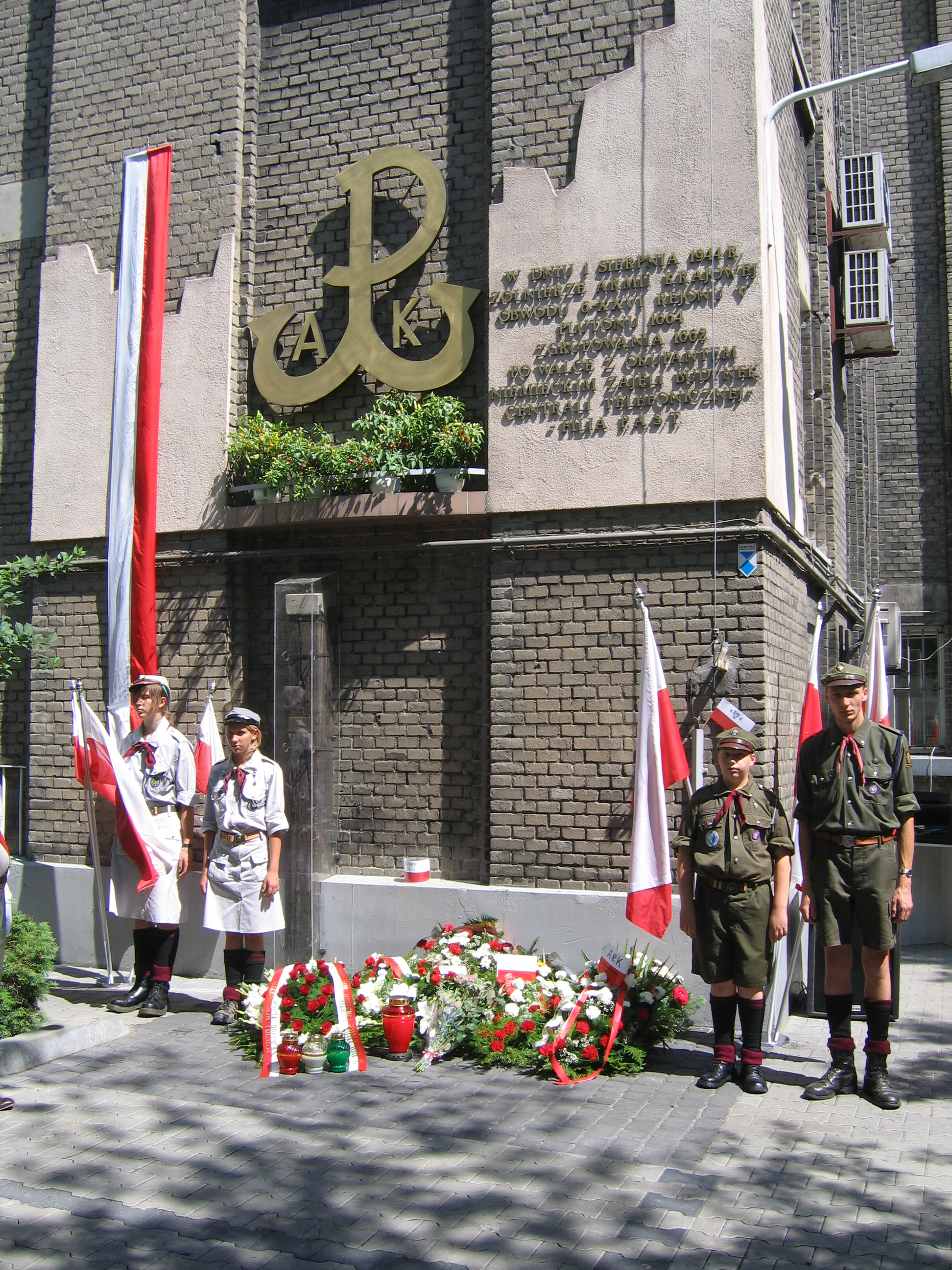
Miejsce walk żołnierzy VI Obwodu AK – centrala telefoniczna przy ul. Brzeskiej, warta honorowa harcerzy praskich podczas corocznych uroczystości rocznicowych w ostatnim dniu lipca, 2006

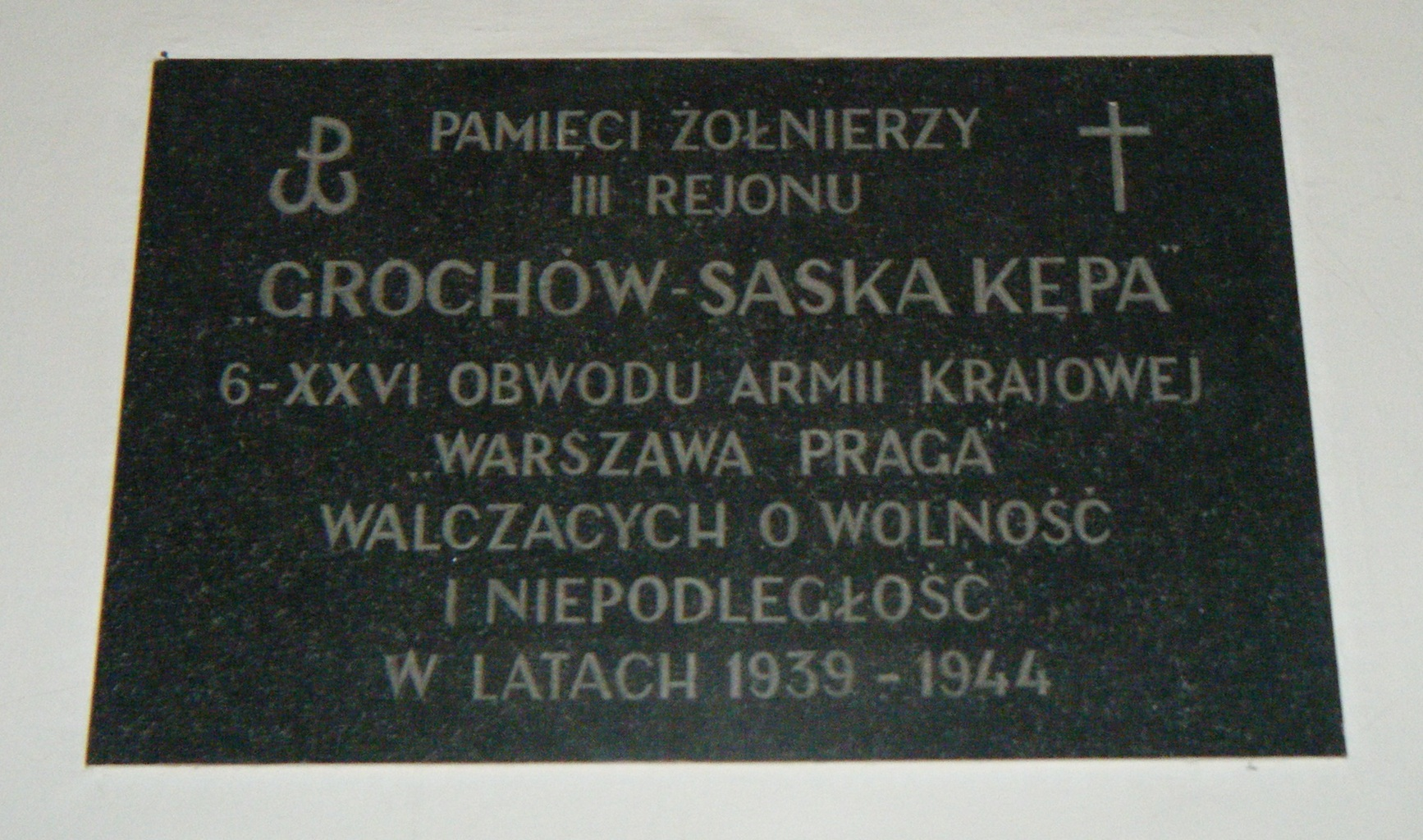
Tablica pamiątkowa w kościele św. Andrzeja Boboli w Warszawie

## Okres walk powstańczych
Na godzinę „W” z nominalnego stanu  liczebnego obwodu zmobilizowano  około 40%   żołnierzy. Uzbrojenie obwodu posiadane przed powstaniem było dalece niewystarczające i składało się z:
- 272 karabinów różnych wzorów i 4800 sztuk amunicji;
- 6 ciężkich karabinów maszynowych i 2600 sztuk amunicji;
- 7 ręcznych karabinów maszynowych;
- jednego działka przeciwpancernego z 80 pociskami;
- 10 pistoletów maszynowych i 900 sztuk amunicji;
- 35 pistoletów maszynowych „STEN”;
- 1000 granatów ręcznych (w tym ok. 500 własnej produkcji);
- ok. 600 butelek zapalających.

Z powodu braku broni (której często nie zdołano dostarczyć na miejsca zbiórek) oraz niepełnej mobilizacji wiele oddziałów obwodu nie osiągnęło gotowości bojowej.
O godz. 17.00 1 sierpnia rozpoczęto walki. W I rejonie zaatakowano warsztaty kolejowe przy ul. Oliwskiej bronione przez ok. 200 żołnierzy niemieckich. Wobec silnego oporu nieprzyjaciela wycofano się do budynku szkoły przy ul. Bartniczej. Niepowodzeniem zakończył się atak na most na kanale Wisła-Bug, jak i na koszary w Golędzinowie. Po wprowadzeniu przez Niemców do walki czołgów, powstańcy zmuszeni byli wycofać się na Targówek.
W II rejonie natarcie na baterię dział przeciwlotniczych załamało się pod silnym ogniem dział i karabinów maszynowych. Nie zdobyto też budynku zarządu cmentarza na Bródnie. Opanowano budynek szkoły przy ul. Oszmiańskiej i XXIV Komisariat Policji, gdzie zdobyto kilkanaście karabinów i pistoletów.
W III rejonie z powodu obecności silnych niemieckich oddziałów pancernych oraz bardzo słabego uzbrojenia, powstańcy nie zdecydowali się na rozpoczęcie ataku.
W IV rejonie natarcie na koszary 36 pp Legii Akademickiej przy ul. 11 Listopada załamało się pod silnym ogniem nieprzyjacielskich karabinów maszynowych, działek przeciwpancernych i 16 czołgów. Niepowodzeniem zakończyło się natarcie na wartownię kolejową przy ul. św. Wincentego, bronioną przez pociąg pancerny.
W V rejonie zdobyto Dworzec Wileński, budynki dyrekcji PKP, pocztę i stację telefoniczną przy ul. Wileńskiej, zabudowania rzeźni przy ul. Sierakowskiego i budynek szkoły przy ul. Kawęczyńskiej. Niepowodzeniem zakończyło się natarcie na silnie broniony most Kierbedzia i posterunek żandarmerii przy ul. Targowej. Grupa 12 niemieckich czołgów, poruszających się wzdłuż ulic Grochowska – Targowa – 11 Listopada – św. Wincentego, uniemożliwiła powstańcom zbudowanie barykad. Nie zdołano też, wobec przygniatającej przewagi ogniowej nieprzyjaciela, zdobyć mostu Poniatowskiego.
Drugiego dnia powstania  walkę kontynuowało kilkuset powstańców w kilku punktach dzielnicy.
Z powodu przygniatającej przewagi niemieckiej,niepełnej mobilizacji sił obwodu oraz słabego uzbrojenia powstańców walki na Pradze wygasły po 3 dniach.
4 sierpnia dowódca obwodu  ppłk Antoni Żurowski ps. „Bober”, „Papież”, za zgodą komendanta okręgu, wydał rozkaz powrotu do konspiracji.
Niektórzy powstańcy przedarli się na Mokotów, Sadybę i Czerniaków. Dwa oddziały przerzucono do Kampinosu.